# سفیدک کرکی

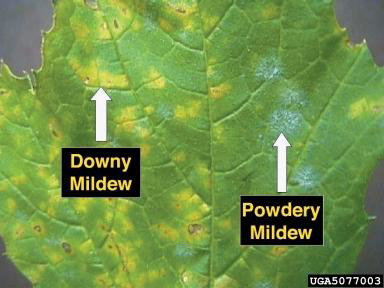
مقایسه بین سفیدک پودری و سفیدک دروغین در برگ انگور

سفیدک دروغین یا سفیدک کرکی یا سفیدک درونی (به انگلیسی: Downy mildew) یکی از بیماری‌های قارچی گیاهان است.

## سفیدک دروغین در گیاه رز
بر روی برگ لکه‌های قرمز مایل به ارغوانی پدیدار می‌شود. پشت برگ به رنگ خاکستری در می‌آید و سرانجام بیماری باعث ریزش برگ می‌شود. در زمانیکه اختلاف دمای روز و شب بسیار زیاد است احتمال مبتلا شدن افزایش میابد. برای جلوگیری در هنگامیکه دمای هوا کم است نباید بر روی برگ آب پاشیده شود.

## سفیدک دروغین در سیب زمینی
سفیدک دروغین یکی از قدیمی ترین و شدیدترین بیماری های سیب زمینی است و در آن به صورت نقاط کوچک زرد رنگ روی برگ های سیب زمینی می نشیند و به صورت یک ماده سفید رنگ پودری پشت برگ ها نمایان می گردد. این بیماری شاید آرام، اما به مرور ممکن است تمامی شاخه ها و شاخه های در حال رشد را آلوده و منجر به مرگ و از بین رفتن گیاه شود.